# Mathilde Pauls
Mathilde Pauls (Berlín, RFA, 26 de septiembre de 1983) es una deportista británica que compitió en remo. Ganó una medalla de plata en el Campeonato Mundial de Remo de 2007, en la prueba de cuatro scull ligero.

## Palmarés internacional
| Campeonato Mundial | Campeonato Mundial | Campeonato Mundial | Campeonato Mundial  |
| Año                | Lugar              | Medalla            | Prueba              |
| ------------------ | ------------------ | ------------------ | ------------------- |
| 2007               | Múnich (Alemania)  | Medalla de plata   | Cuatro scull ligero |